# Gabriela Knutsonová
Gabriela Knutsonová (anglicky Gabriela Knutson, * 21. dubna 1997 Fair Oaks, Kalifornie) je česká profesionální tenistka. Ve své dosavadní kariéře na okruhu WTA Tour nevyhrála žádný turnaj. V rámci okruhu ITF získala čtyři tituly ve dvouhře a tři ve čtyřhře. 
Na žebříčku WTA byla nejvýše umístěna v listopadu 2023 na 155. místě a ve čtyřhře v dubnu téhož roku na 270. místě .

## Život
Narodila se ve Spojených státech amerických jako dcera amerického cyklisty Paula Knutsona a české sjezdařky Ilony Rejmánkové. V dětství vyrůstala střídavě v USA a v Česku. V zimě se po vzoru matky věnovala lyžování, v létě pak hrála tenis. V roce 2015 se rodina usadila v Česku a Gabriela se začala věnovat jen tenisu, když přijala nabídku tenisové akademie v Prostějově. 
Absolvovala studium rozhlasového a televizního novinářství na Syracuské univerzitě ve newyorském Syracuse, kde hrála univerzitní tenis.

## Tenisová kariéra

### Juniorský a univerzitní tenis
V prostějovské tenisové akademii vyrůstala vedle Barbory Krejčíkové či Karolíny Muchové.
Jako juniorka byla ve svých 17 letech v květnu 2014 umístěna na 272. příčce. Na ženském okruhu ITF vyhrála Safina Cup 2014.

### WTA Tour
Americká tenisová asociace jí nabídla divokou kartu do dvouhry US Open 2023 pod podmínkou, že vymění členství v Českém tenisovém svazu za americkou asociaci. Nabídku však odmítla. V kvalifikaci Australian Open 2024 se probojovala do závěrečného kvalifikačního kola, v němž podlehla Ukrajince Julijí Starodubcevové.

## Finále na okruhu ITF
| Turnaje okruhu ITF         | Turnaje okruhu ITF            |
| -------------------------- | ----------------------------- |
| Turnaje W100 (100 000 $)   | Turnaje W80 (80 000 $)        |
| Turnaje W75/W60 (60 000 $) | Turnaje W50/W40 (50/40 000 $) |
| Turnaje W35/W25 (25 000 $) | Turnaje W15/W10 (15/10 000 $) |

### Dvouhra: 10 (6–4)
| Stav       | č. | datum         | turnaj                           | povrch    | poražená finalistka | výsledek           |
| ---------- | -- | ------------- | -------------------------------- | --------- | ------------------- | ------------------ |
| Finalistka | 1. | únor 2023     | Rome, Spojené státy              | tvrdý (h) | Peyton Stearnsová   | 6–3, 0–6, 2–6      |
| Vítězka    | 1. | březen 2023   | Fredericton, Kanada              | tvrdý (h) | Himeno Sakacumeová  | 6–4, 6–4           |
| Vítězka    | 2. | květen 2023   | Monzón, Španělsko                | antuka    | Maddison Inglisová  | 6–2, 6–2           |
| Finalistka | 2. | květen 2023   | Monastir, Tunisko                | tvrdý (h) | Taylah Prestonová   | 6–3, 6–7(5–7), 3–6 |
| Vítězka    | 3. | červen 2023   | Guimarães, Portugalsko           | tvrdý (h) | Madison Siegová     | 6–3, 6–4           |
| Vítězka    | 4. | říjen 2023    | Quinta do Lago, Portugalsko      | tvrdý (h) | Harriet Dartová     | 6–4, 6–1           |
| Finalistka | 3. | listopad 2023 | Nantes, Francie                  | tvrdý (h) | Océane Dodinová     | 7–6(7–2), 3–6, 2-6 |
| Finalistka | 4. | červen 2024   | ITF Montemor-o-Novo, Portugalsko | tvrdý     | Eudice Chongová     | 6–3, 2–6, 1–6      |
| Vítězka    | 5. | červenec 2024 | ITF Corroios, Portugalsko        | tvrdý     | Mariam Bolkvadzeová | 6–1, 6–3           |
| Vítězka    | 6. | únor 2025     | ITF Prague, Česká republika      | tvrdý (h) | Destanee Aiavová    | 6–4, 3–6, 7–5      |

### Čtyřhra: 8 (5–3)
| Stav       | č. | datum       | turnaj                                | povrch    | spoluhráčka          | poražené finalistky                                    | výsledek           |
| ---------- | -- | ----------- | ------------------------------------- | --------- | -------------------- | ------------------------------------------------------ | ------------------ |
| Vítězka    | 1. | duben 2022  | Nottingham, Velká Británie            | tvrdý (h) | Katarína Strešnaková | Lauryn Johnová-Baptisteová Alice Robbeová              | 7–6(7–5), 6–3      |
| Finalistka | 1. | říjen 2022  | Santo Domingo, Dominikánská republika | tvrdý (h) | Katarína Strešnaková | Alicia Herrero Liñanová Melany Krywojová               | 2–6, 4–6           |
| Vítězka    | 2. | říjen 2022  | Loughborough, Velká Británie          | tvrdý (h) | Joanna Garlandová    | Martyna Kubková Elena Malyginová                       | 6–3, 6–3           |
| Finalistka | 2. | únor 2023   | Rome, Spojené státy                   | tvrdý (h) | Mana Ajukawaová      | Fanny Stollárová Lulu Sunová                           | 4–6, 5–7           |
| Vítězka    | 3. | únor 2024   | Pretoria, Jihoafrická republika       | tvrdý     | Lina Glušková        | Sofia Costoulasová Hanne Vanderwinkelová               | 7–6(7–5), 7–6(7–4) |
| Vítězka    | 4. | březen 2024 | Říčany Open, Česká republika          | tvrdý (h) | Tereza Valentová     | Fanny Stollárová Lulu Sunová                           | 6–4, 3–6, [10–4]   |
| Vítězka    | 5. | duben 2025  | Saint-Gaudens, Francie                | antuka    | Anna Sisková         | Émeline Dartronová Tiantsoa Sarah Rakotomanga Rajaonah | 6–2, 6–2           |
| Finalistka | 3. | květen 2025 | Brescia, Itálie                       | antuka    | Darja Semeņistá      | Maja Chwalińská Sinja Krausová                         | 0–6, 3–6           |